# Tătaru (Constanța)
Tătaru (anteriormente Azaplar) es una localidad rumana de la comuna de Comana, en el condado de Constanța.

## Toponimia
El nombre antiguo del lugar era Azaplar. Pasó a llamarse Tătaru.

## Historia
Hacia comienzos del siglo XX la localidad, que ya por entonces pertenecía al condado de Constanța, formaba parte de la antigua comuna homónima de Azaplar y tenía contabilizada una población de 452 habitantes, principalmente turcos.
En la segunda mitad del siglo XX la localidad había pasado a formar parte de la comuna de Comana. En el censo de 2021 la localidad tenía una población de 570 habitantes.